# Urs Gasche

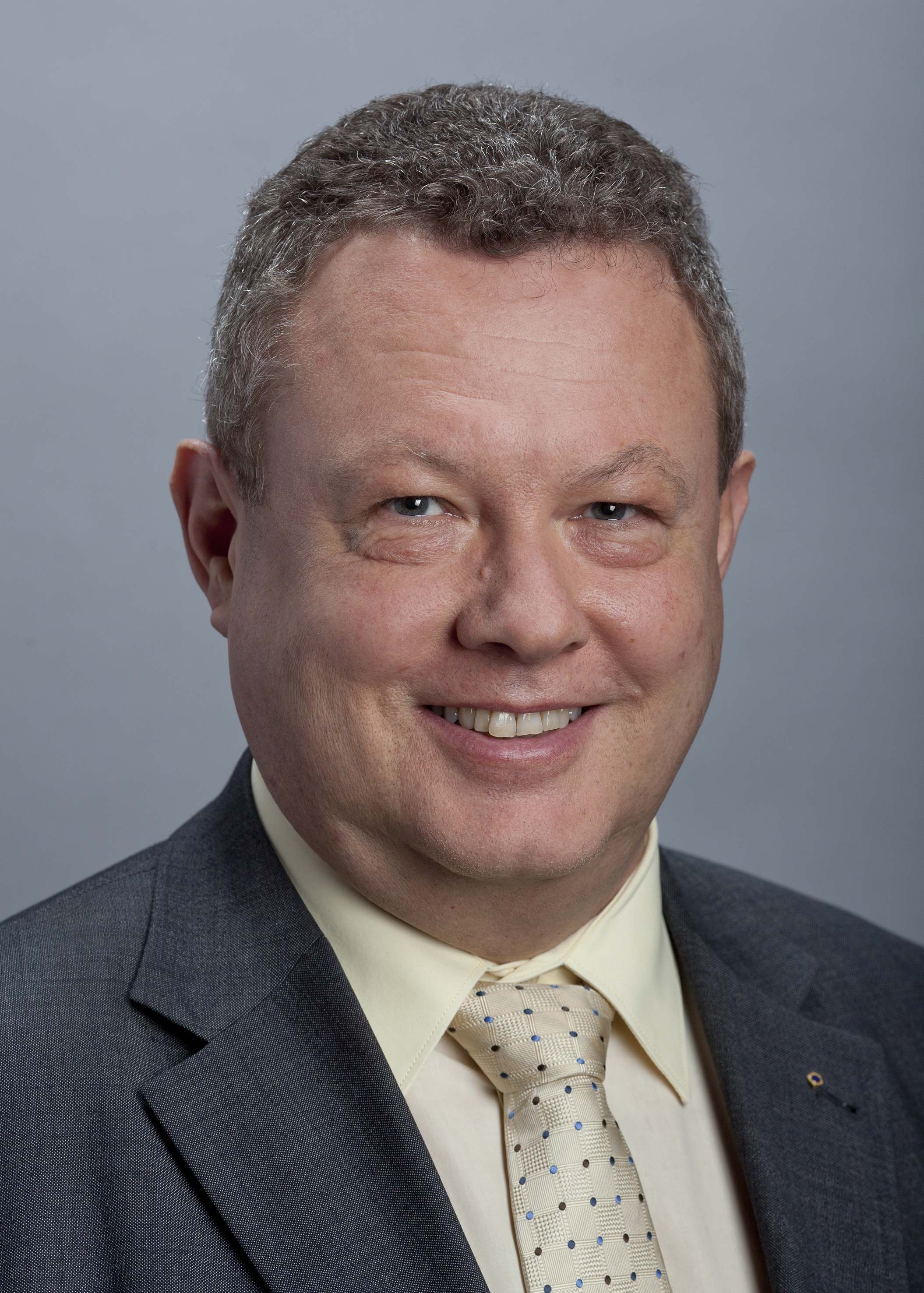
Urs Gasche

Urs Gasche (Bern, 15 maart 1955) is een Zwitsers politicus.
Gasche bezocht scholen in Uettligen en Bern en studeerde daarna rechten in Bern. Na zijn promotie was hij werkzaam als advocaat. Van 1982 tot 1988 was hij districtsjurist en afdelingshoofd van het Ambt Ruimtelijke Ordening. Daarna was hij zelfstandig advocaat in Bern.
Gasche werd in 1990 wethouder te Fraubrunnen en van 1994 tot 2001 was hij burgemeester (Gemeindepräsident). Op 10 juni 2001 werd hij in de Regeringsraad van het kanton Bern gekozen. Sindsdien beheert hij het departement van Financiën.
Gasche was van 1 juni 2003 tot 31 mei 2004 en van 1 juni 2007 tot 31 mei 2008 voorzitter van de Regeringsraad (dat wil zeggen regeringsleider) van het kanton Bern.
Hij was tot 2008 lid van de Zwitserse Volkspartij (SVP) maar trad in dat jaar toe tot de gematigde afsplitsing van de SVP, de Burgerlijk-Democratische Partij (BDP).

## Verwijzingen
1. ↑  http://rulers.org/2003-06.html
2. ↑  http://rulers.org/2007-06.html